# Foughala
Foughala (em árabe: فوغالة) é uma cidade e comuna localizada na província de Biskra, Argélia. Segundo o censo de 2008, a população total da cidade era de 12 488 habitantes.